# Bira Cot
Bira Cot is een bestuurslaag in het regentschap Aceh Besar van de provincie Atjeh, Indonesië. Bira Cot telt 387 inwoners (volkstelling 2010).